# Andrej Kawalou (szachista)
Andrej Kawalou, białorus. Андрэй Васільевіч Кавалёў, ros. Андрей Васильевич Ковалёв (ur. 7 listopada 1961 w Witebsku) – białoruski szachista i trener szachowy (FIDE Senior Trainer od 2011), arcymistrz od 1992 roku.

## Kariera szachowa
W czasie swojej kariery uczestniczył w finałach drużynowych mistrzostw Związku Radzieckiego, jak również w półfinałach indywidualnych mistrzostw ZSRR. Wielokrotnie startował w mistrzostwach BSRR i Białorusi, w 2000 r. zdobywając tytuł mistrzowski. Od 1992 r. należy do podstawowych zawodników reprezentacji narodowej, uczestniczył w czterech szachowych olimpiadach (1994, 2000, 2002, 2004) oraz w czterech turniejach o drużynowe mistrzostwo Europy (1992, 1999, 2001, 2003).
Odniósł szereg sukcesów w turniejach międzynarodowych, zwyciężając bądź dzieląc I miejsca m.in. w:
- Rostocku – dwukrotnie (1987, wspólnie z Rustemem Dautowem oraz 1989, samodzielnie),
- Kolonii (1990/91),
- Monachium (1991/92, wspólnie z Borysem Altermanem i Ralfem Lauem),
- Altensteigu (1992, wspólnie z Petrem Hábą i Siergiejem Kiszniewem),
- Rowach (1999, turniej Jantar Bałtyku)[3],
- Rýmařovie (1999, wspólnie z Leonidem Totskim),
- Tatrzańskiej Łomnicy (1999, wspólnie z m.in. Mikulasem Manikiem),
- Ałuszcie – czterokrotnie (2000 i 2004, samodzielnie oraz 2004, wspólnie z Rasulem Ibragimowem i 2007, wspólnie z Adamem Turchajewem),
- Rožnovie pod Radhoštěm (2002, wspólnie z Wjaczesławem Dydyszko),
- Novým Bydžovie (2002),
- Rowach (2003, turniej Jantar Bałtyku, wspólnie z Jurijem Zezulkinem),
- Karwinie – dwukrotnie (2003, 2006),
- Sierpuchowie (2004 – dwukrotnie),
- Pardubicach (2005),
- Augustowie (2008),
- Dreźnie (2009, wspólnie z Tornike Sanikidze).

Najwyższy ranking w dotychczasowej karierze osiągnął 1 lipca 1992 r., z wynikiem 2580 punktów (wynik ten powtórzył jeszcze raz, 1 stycznia 2002 r.) dzielił wówczas 66-70. miejsce na światowej liście FIDE (zajmując jednocześnie 2. miejsce – za Borysem Gelfandem – wśród białoruskich szachistów).